# Jules Perrot
Jules Perrot (Lió, 1810 - Paramé, actual Saint-Malo, 1892) va ser un professor i coreògraf de dansa clàssica d'estil romàntic. De les seves nombroses coreografies destaca Giselle, que va crear conjuntament amb Jean Coralli.
Va començar al seu Lió natal imitant el ballarí còmic Charles Mazurier. Es va formar amb Auguste Vestris, va debutar a París l'any de 1830. Va treballar al costat de Marie Taglioni fins a 1835. Fou parella i va estudiar amb Carlotta Grisi, una ballarina amb una tècnica molt apreciada, per qui va fer la coreografia de diversos ballets, entre els quals destaca el ball principal al ballet de Giselle. Va viure a Londres de 1842 fins a 1848 i a Sant Petersburg des d'aquest mateix any fins a 1858, on va treballar com a ballarí i com a director de ballets, on esdevingué compositor oficial dels Teatres Imperials de Sant Petersburg. Va dedicar la resta de la seva vida a donar classes de dansa a l'Òpera de París.

## Obra

### Coreografies originals
- 1836 : Tarantella
- 1836 : La Nymphe et le Papillon
- 1836 : Le Rendez-vous
- 1838 : Le Pêcheur napolitain
- 1838 : Le Lutin
- 1841 : Giselle, amb Jean Coralli
- 1842 : Une soirée du carnaval
- 1843 : L'Aurore
- 1843 : Ondine ou la Naïade
- 1843 : Le Délire d'un peintre
- 1844 : La Esmeralda
- 1844 : Polka
- 1844 : Zélia ou la Nymphe de Diane
- 1844 : La Paysanne grande dame
- 1845 : Éoline ou la Dryade
- 1845 : Kaya ou l'Amour voyageur
- 1845 : La Bacchante
- 1846 : Catarina ou la Fille du bandit
- 1846 : Lalla Rookh ou la Rose de Lahore
- 1846 : Le Jugement de Pâris
- 1847 : Odette ou la Démence de Charles VI
- 1847 : Les Éléments
- 1848 : Faust
- 1848 : Les Quatre Saisons
- 1849 : La Filleule des fées
- 1851 : La Naïade et le Pêcheur
- 1852 : La Guerre des femmes
- 1853 : Gazelda ou les Tziganes
- 1854 : Marco Bomba
- 1855 : Armida
- 1857 : La Débutante
- 1857 : La Petite Marchande de bouquets

### Versions d'altres autors
- 1838 : Le Rendez-vous
- 1842 : Le Pêcheur napolitain
- 1854 : Faust, nova versió de la seva pròpia de 1848
- 1857 : La Rose, la Violette et le Papillon
- 1858 : Le Corsaire
- 1858 : Éoline ou la Dryade
- 1864 : Gazelda